# Прилепы (Конышёвский район)
Прилепы — деревня в Конышёвском районе Курской области. Административный центр Прилепского сельсовета.

## География
Деревня находится на реке Платавка (левый приток Свапы), в 65 километрах к северо-западу от Курска, в 1 км от районного центра — посёлка городского типа Конышёвка.
Улицы
В деревне улицы Горького и Комарова.
Климат
В деревнe Прилепы умеренный (влажный) континентальный климат без сухого сезона с тёплым летом (Dfb в классификации Кёппена).
| Показатель                                                                   | Янв. | Фев. | Март | Апр. | Май  | Июнь | Июль | Авг. | Сен. | Окт. | Нояб. | Дек. | Год  |
| ---------------------------------------------------------------------------- | ---- | ---- | ---- | ---- | ---- | ---- | ---- | ---- | ---- | ---- | ----- | ---- | ---- |
| Средний суточный максимум, °C                                                | −3,9 | −2,9 | 3    | 13,1 | 19,4 | 22,7 | 25,2 | 24,5 | 18,2 | 10,6 | 3,5   | −1   | 11,0 |
| Средняя температура, °C                                                      | −5,9 | −5,4 | −0,6 | 8,3  | 14,7 | 18,4 | 20,9 | 19,9 | 14   | 7,3  | 1,3   | −2,9 | 7,5  |
| Средний суточный минимум, °C                                                 | −8,3 | −8,5 | −4,6 | 2,9  | 9,1  | 13,1 | 15,9 | 14,8 | 9,8  | 4,1  | −0,9  | −5,1 | 3,5  |
| Норма осадков, мм                                                            | 50   | 44   | 48   | 50   | 63   | 71   | 77   | 54   | 57   | 57   | 48    | 49   | 668  |
| Источник: Погода по месяцам c ru.climate-data.org(дата обращения: Июнь 2021) |      |      |      |      |      |      |      |      |      |      |       |      |      |

## История
В 1975 году северо-западная часть Конышёвки была передана в состав деревни Прилепы.

## Население
| 2002 | 2010 |
| ---- | ---- |
| 685  | ↘584 |

## Инфраструктура
Большую часть села составляют личные подсобные хозяйства. В деревне 352 дома.

## Транспорт
Прилепы находится в 24 км от автодороги регионального значения 38К-038 (Фатеж — Дмитриев), в 1 км от автодорог 38К-005 (Конышёвка — Жигаево — 38К-038) и 38К-023 (Льгов — Конышёвка), на абтодороге межмуниципального значения 38Н-144 (Конышёвка — Макаро-Петровское с подъездами к селам Беляево и Черничено), в 2 км от ближайшей ж/д станции Конышёвка (линия Навля — Льгов I).
В 166 км от аэропорта имени В. Г. Шухова (недалеко от Белгорода).